# Ailton Menegussi
Ailton Menegussi (* 5. November 1962 in Nova Venécia, Espírito Santo, Brasilien) ist Bischof von Crateús.

## Leben
Ailton Menegussi empfing am 22. November 1998 das Sakrament der Priesterweihe.
Am 6. November 2013 ernannte ihn Papst Franziskus zum Bischof von Crateús. Der Bischof von São Mateus, Zanoni Demettino Castro, spendete ihm am 21. Dezember desselben Jahres die Bischofsweihe; Mitkonsekratoren waren der emeritierte Bischof von São Mateus, Aldo Gerna MCCJ, und der Erzbischof von Vitória, Luiz Mancilha Vilela SSCC. Die Amtseinführung fand am 4. Januar 2014 statt.